# Румънка (сорт)
Румънка е български сорт череша, разпространен в Кюстендилско, главно в землищата на селата Шипочано, Раждавица, Стенско и други. Плодове едри, кълбовидни, тъмночервени до черни, с трудно отделяща се костилка, подходящи за механизирана беритба. Узряват в края на юни. Плодово месо тъмночервено, плътно, сочно, сладко-възкисело, с добри вкусови качества. Дърво силно растящо с широко пирамидална корона, родовито. Средно чувствителен на цилиндроспориоза.